# 严仁美

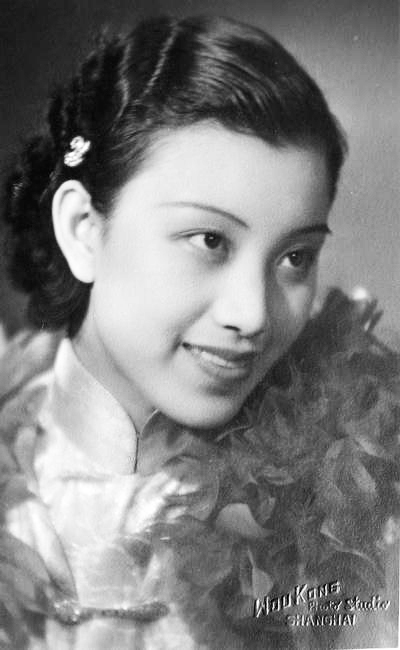
严仁美

严仁美（1915年—），女，慈溪人，生于上海，费市严家后人，上海名媛，社会工作者，中国民主建国会会员。

## 生平
嚴仁美的父親嚴智多為嚴子均長子，元配張氏所出。嚴子均是嚴信厚獨子，母親童氏為童涵春堂創始人童善長後人(龍江童氏)，其妻則是來自於慈東馬徑張氏家族。
嚴仁美的母親劉承毅(承宜)，出身於湖州南潯巨賈之家。劉承毅父親劉安泩，字淵叔，號梯青，為南潯「四象」之首劉鏞第三子，母親姚氏是嘉興縣人姚寶勳(原為山西候補道，後為河南候補道)之女，姚慕蓮之姊，繼母則是鄞縣周禮堂之女，周湘雲之妹。
嚴仁美的繼母徐青畹是廣州府香山縣北嶺鄉人徐潤(1838—1911)的孫女。徐潤是清末上海商界名人，由洋行買辦起家，後為成功的實業家，幾起幾落，頗為傳奇。徐潤的長女為徐婉珊(1866—1947)，曾於1905年創辦啟秀中西女塾(1931年改名為私立啟秀女子中學附屬小學、幼兒園及義務小學)。嚴仁美及其表姑母吳靖(原名吳佩琳)都曾經在啟秀女塾讀書。

### 头发问题
严仁美出生于上海。严仁美的母亲怀孕8个多月时，患病高烧不退，引发早产。严仁美刚出生时，没有头发，既瘦又丑。严仁美的母亲不禁痛哭，受到严仁美的祖父劝慰。祖父给长孙女取名“严仁美”（严家第四代为“仁”字辈），名中带有“美”字，是希望她越来越美。
由于听说剃光头发有助于头发生长，所以严仁美2岁之内，先后被剃成光头7次，但她的头发依然生长得不好。家里还为她挑选到了一位南京籍的奶妈，这位被选中时年仅29岁的奶妈后来陪伴了严仁美几十年。
严仁美2岁时，被祖母的留学英国的哥哥带往英国。在英国期间，严仁美的头发变得浓密起来，并且食欲增长。在英国居住一段时间后，她的一位二姑妈从英国学成归国时，将她顺便带回上海。祖母摸着严仁美毛茸茸的脑袋说：“这下好了，像一个人了！”

### 上学与结婚

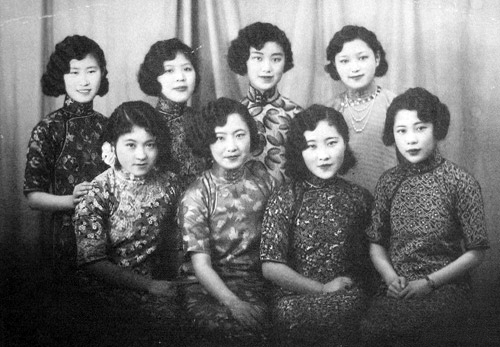
中西女中最要好的八个同学，后排右二为严仁美

严仁美的母亲在生下第五个孩子之后，很快病逝。同年底，严仁美的祖母逝世。这一年，严仁美仅6岁，她特别伤心，整日痛哭。祖父严信厚的侧室王氏乃将其接到身边，与王氏的外孙女吴靖、朱增荣（朱增荣是严毓珊之女）一起玩耍。
严家的孩子起初都是先在家读书，长大后再入学校。吴靖长严仁美3岁，要入启秀女校，严仁美提出“我也要去”。启秀女校是教会学校，校长为严仁美后母徐青畹的姑母。该校学生一律住校。7岁的严仁美入校住读，带着奶妈同往。严仁美10岁时，最好的伙伴吴靖返回天津。严仁美顿觉寂寞。
数年后，严仁美的五姑严莲韵自大学毕业，准备赴中西女中任教，严仁美乃央求五姑带其同去。虽然父亲不同意，但经祖父同意，严仁美终于来到中西女中。但她入学考试成绩不佳，虽然已到读高一的年纪，但考试决定她只能读初一。中西女中全部课程均用英语，严仁美第一年学得很困难，最后总算各门功课都及格。第二年，严仁美终于听懂了老师的英文授课，她学习刻苦，眼睛变成了近视眼。严仁美所在年级共90人，严仁美和其中7人最要好，其中包括财政部次长张寿镛之女张涵芬、黄楚九之女儿黄惠宝、驻法国大使之女唐民贞、福建富商林家之女林樱、苏州洞庭席家之外孙女沈幽芬、英美烟草公司沈昆山之女沈燕。
严仁美念完初二时，家族中发生吴靖逃婚、反抗包办婚姻之事，严仁美的父亲认为这是女孩子读书多的结果，于是当即禁止严仁美继续读书，并禁止她与吴靖通信。严仁美不服。父亲遂称：“你要是每门功课都在90分以上，就让你读下去！”于是严仁美拼命学习，初三毕业考试时，考得年级第一名。但父亲依旧不许她继续读书，并将她许配给苏州小马家。被父亲及后母关在家中的严仁美非常气愤，乃绝食抗争。

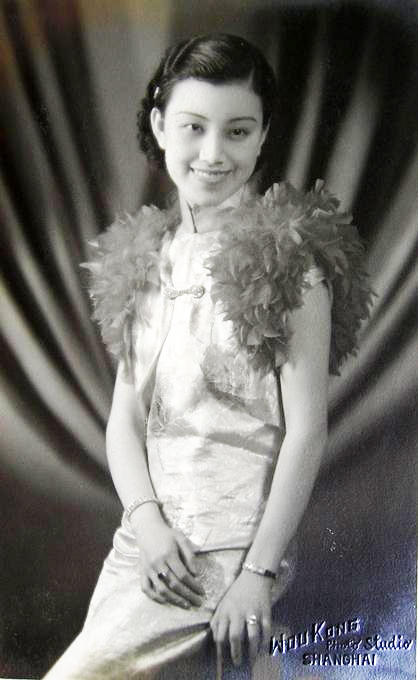
严仁美

严仁美的外祖父刘梯青、外祖母周氏（非严仁美嫡亲）得知后，与严仁美的父亲争吵，但无结果。严仁美其间又患上肺病。严仁美的父亲终于态度松动。住在杭州的外祖父成功地将严仁美带到杭州疗养。听说多晒太阳可治疗肺病，外祖父特地在杭州的房子顶上加盖了一间玻璃房，专用来给严仁美晒太阳。严仁美在杭州居住了一年，身心渐好。其间，她不断和上海的父亲讨价还价。最后双方妥协，严仁美同意出嫁，父亲允许她继续到学校学习。中西女中校方还专门开会讨论，鉴于严仁美是初三毕业考试第一名，破例允许她婚后继续升学。
20岁时，严仁美与苏州小马家的公子结婚，婚礼在徐园举行。一年后，严仁美生下一子。但由于怀孕和养育儿子，严仁美再也没有回到学校。

### 离婚
结婚后，严仁美很受公婆喜爱，严仁美也精心侍奉公婆。她曾到上海南京路惠罗公司的楼上，参加英国人Miss Luis举办的每周一次的西式烹饪班，学会制作西式小点心后，便回家做给全家吃。严仁美夫妇还特请英国教师Mr. Jones学英语及社交。当时，他们夫妇经常和赵一荻（吴靖的丈夫赵燕生的胞妹）及其兄嫂赵燕生、吴靖夫妇等人一同玩乐。上海那时仅有两辆时髦的Buick敞篷轿车，一辆是马家的，车身深蓝色，带灰白色帆布棚；另一辆是赵一荻的，车身米色，带浅米色车蓬。
但是，由于严仁美的丈夫出身封建传统家庭，而严仁美出身洋务家庭，双方的观念、生活习惯及兴趣很不相同，日久便感情不合。严仁美丈夫很英俊，但在上海结交了一些坏朋友，生活上出现越轨。严仁美无法忍受，乃提出离婚。公婆多方挽留，而严仁美去意已决。最终二人离婚。

### 与盛家、宋家、孔家的交往

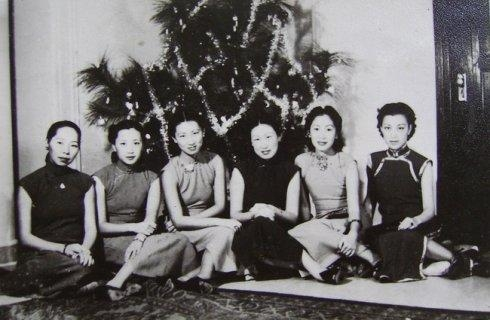
严仁美与赵一荻等人合影。右一为严仁美，左三为赵一荻。

严仁美的舅舅刘俨亭娶盛宣怀的六女盛静颐为妻，育有两女刘世玲、刘世庆。后来盛静颐离开刘家，刘俨亭另又娶妻生子。刘世玲、刘世庆仍住刘家的上海鸿仁里的老房子内。盛静颐十分想念两个女儿。严仁美乃多次秘密安排她们母女相见，事情被刘家知道后，严仁美又赴杭州说服了自己的外祖父刘梯青。盛家非常感激严仁美，与之长期保持友好联系。盛宣怀的七子盛昇颐还把严仁美当成自己的外甥女。盛宣怀的五女盛关颐无子女，乃认严仁美为干女儿，二人的联系一直保持至盛关颐赴台湾。
宋蔼龄在同孔祥熙结婚前，曾当过严仁美的曾祖父严信厚的侧室罗氏的英语教师，同时也为盛关颐的家庭教师。严仁美与宋蔼龄的长女孔令仪成了极好的朋友。孔令仪知严仁美婚姻不幸，便常约她来孔家玩，还约她赴香港游玩。她们乘坐孔家的专用船只赴香港。在船上，严仁美向西餐师傅学会了做法式面包，抵达香港后便做给大家吃，连宋美龄都喜欢吃她做的面包。宋蔼龄对严仁美说：“你不要叫我夫人，就跟令仪一样，叫我妈妈嘛！”
盛家、宋家、孔家人均支持严仁美离婚。

### 再婚

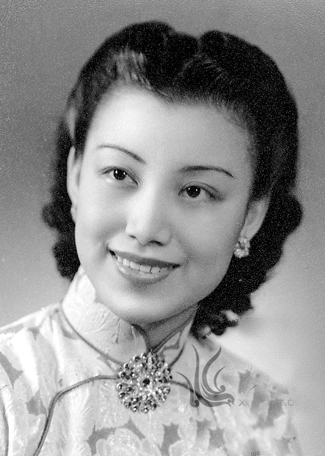
严仁美

太平洋战争爆发前夕，干妈盛关颐准备离开上海，乃让严仁美搬入空闲下来的新康花园15号居住。新康花园15号是一座花园洋房，原本是孔令仪的房子。此时，已经离婚的严仁美正处于没有生活方向的时期。她很喜欢这里，乃进行装修。一位叫山本的日本人打着租房子的名义，每天来此看房，实际上看中了美丽的严仁美。严仁美将新康花园15号装修好准备入住时，山本也同时扬言准备入住，并要严仁美嫁给他。严仁美十分恐慌，未敢入住，新康花园15号遂被山本白白霸占。山本还到处纠缠严仁美。
严仁美的父亲为此很着急，乃召开家庭会议，认为严仁美应尽早再婚，方可结束山本的纠缠。三个月后，严仁美嫁给了光华大学经济系毕业的小港李家的李祖敏。
1943年4月12日，严仁美、李祖敏在衡山路国际礼拜堂举行婚礼。为防止日本人捣乱，特地让李祖敏的弟弟李祖莱找保镖。李祖莱通过朋友吴四宝派来十个保镖。严仁美、李祖敏结婚照上没有伴郎、伴娘，而十个保镖却十分显眼。
婚后，严仁美与李祖敏十分恩爱。几年后，二人有了一子一女。工作之余，李祖敏时常陪严仁美和朋友赴法国总会（今花园饭店裙房）打球、游泳，参加健身，二人还常应邀参加亲友间的聚餐及派对。

### 争夺子女
严仁美唯一的遗憾是马家把她之前所生的三个孩子要走。严仁美想念孩子，但马家不让他们见面，严仁美只好到孩子的学校与他们秘密见面。
为了争取三个孩子的监护权，中华人民共和国成立前，严仁美和马家进行了数年诉讼，但最终严仁美仅获探望权。1949年中华人民共和国成立后，《中华人民共和国婚姻法》颁布，严仁美乃亲自赴上海市人民政府要求再行起诉，人民法院很快开庭审理，严仁美胜诉，三个孩子回到身边。严仁美高兴极了。

### 社会工作
1950年冬，一位户籍警陪永嘉路居委会的党支部书记以及天平街道的一名干部来到严仁美家，请严仁美参加社会工作，担任妇女总代表。严仁美欣然接受了任命。当时，永嘉路居委会共400余户居民，却仅有三名干部：党支部书记、居委会主任，以及妇女总代表严仁美。严仁美找到老友张家惠（副市长赵祖康的妻子）帮忙想主意。后来经过协调，并获天平街道党委的批准，在基层设治保委员、调解委员、卫生组长以及28个妇女小代表。居委会工作由此开展起来。
1951年，在抗美援朝运动捐献飞机、大炮的运动中，严仁美带头捐款，并发动工商界大户的家属捐款，成绩突出，多次受上级领导表扬，严仁美还当选为徐汇区第一届人民代表。
1956年公私合营时，严仁美、李祖敏夫妇带头参加公私合营。严仁美、李祖敏都是中国民主建国会的早期成员，和工商界的刘念义夫妇、荣毅仁夫妇、李家瓛夫妇、盛康年夫妇、吴中一夫妇、徐国懋夫妇、刘念礼夫妇、杨锡山夫妇、宋启勋夫妇等人皆为好友。亲属中还有严莲韵夫妇、严华韵夫妇、吴靖夫妇等工商界人士。这批人常共同开会、聚餐，共同行动。丈夫们都被誉为“红色资本家”。
后来，严仁美、李祖敏全家迁居茂名公寓（舊名峻嶺寄廬，俗称“十八层楼”），此处原为犹太富商沙逊的房产，为高档公寓，许多富商和外国人都住在这里。楼内住户互相从不交往。社区工作十分困难。严仁美成功动员了公寓内的80多户人家参加开会等活动，并选出8个妇女小代表，严仁美当选为妇女总代表。因工作成绩突出，严仁美又当选为卢湾区第二届人民代表。
除里弄工作之外，严仁美还参加女青年会的工作。严仁美参加各种社会工作都属义务性质，没有任何报酬，但她很开心。

### 文革岁月
严仁美23岁生日时，赵一荻送其一本精致的日记本，由此严仁美开始记日记。5年后，她28岁生日时，孔令仪又送她一本日记本，这本又记了5年的日记。此后，第三个5年的日记本也是孔令仪所赠。后来的日记本是在东亚银行工作的亲戚简悦强所赠，由于东亚银行每年过年时均印小日记本送给客户，所以严仁美每年可获一本日记本。严仁美一直记日记，直到文化大革命爆发，当时严仁美夫妇已搬到衡山路的西湖公寓。
文化大革命爆发后，严仁美知道自己的日记可能引起危险，便赶紧全部销毁。1960年代末，政治形势稍稳，严仁美又开始记日记。
文化大革命初期，严仁美夫妇家所在的天平街道是重灾区，严仁美夫妇家也遭抄家。丈夫李祖敏的单位发给他们夫妇每人每月15元生活费，二人每月仅有30元，不够付西湖公寓的房租。幸亏孩子们均已工作，分别在北京、武汉、上海，孩子们每月给他们寄钱。
严仁美长期义务参加里弄工作，还经常捐款捐物，所以在里弄深受大家爱戴。文化大革命中，里弄幹部及大妈们主动保护严仁美，严仁美从未挨批斗。

### 改革开放
粉碎“四人帮”后，严仁美出任徐汇区天平街道侨眷联谊小组副组长（正组长为荣漱仁，和严仁美是当年中西女中的同班同学）。严仁美还亲自创办了两个实业：一是建国西路的“侨友服务社”，为侨眷集资开办的小卖部，严仁美任法人代表；二是高安路的“侨星托儿所”，严仁美任副所长。这两个实业的利润，均用以联络侨眷，组织侨眷活动。经过严仁美努力，其所在的侨眷联谊小组活动丰富，连年获评为先进组织，1983年被评为全国三八红旗集体。
改革开放后，严仁美夫妇可以赴海外访问。1980年春节，严仁美夫妇赴香港探访亲友，受到热情招待。多年老友宋启勋（美孚石油公司远东总裁）夫妇亲赴火车站迎接，并安排在家中居住。亲友们本以为中国大陆经过轮番政治运动及自然灾害，生活一定很苦，严仁美夫妇肯定像难民一样憔悴，所以带了旧衣服及食品来探望。但见面后，亲友们发现他们身体健康，穿着打扮在香港也算时尚，亲友们十分惊讶。
严仁美夫妇原准备在香港玩两个月，但最终居住了半年。东亚银行总裁简悦强还为李祖敏在银行找到一个职位。张大千自台湾打电话给他们，并托人带来一张画赠送，在电话中称：“你们把画卖了，用钱可以舒服些。”但严仁美夫妇未卖此画，而是一直珍藏着。后来，宋启勋帮他们在香港移民局申请到“回港证”，希望他们此后在香港定居，不回上海。严仁美、李祖敏夫妇为不辜负人民政府的信任，经激烈的思想斗争，最终放弃了在香港定居，返回上海。
在美国有严家的许多亲属，其中包括严仁美的四姑严彩韵、六姑严幼韵、顾维钧夫妇，还有严仁美的好友孔令仪。严仁美的弟弟严仁燕（定居美国洛杉矶）为严仁美申请办理了赴美国探亲的手续，堂妹严仁菖帮忙准备。从香港返回上海一个月后，严仁美即飞赴美国，住了一年半。在美国，严仁美先后住在孔令仪、严幼韵家。她还赴夏威夷看望了张学良、赵一荻夫妇，赴华盛顿看望了蔡文治、吴佩珠（吴靖之妹）夫妇，她共拜访了十余位亲友。宋美龄从不会见来自中国大陆者，所以未见严仁美，但托孔令仪送了她一件灰色双面大衣，并送她一箱子衣服，回国时严仁美只带回了灰色双面大衣。当时，正值美国总统里根向移民颁布大赦，移民可申请绿卡，但严仁美放弃了定居美国的机会，回到上海。

### 晚年
20世纪末，严仁美的丈夫李祖敏病逝。几年后，她的幼女也病逝。孩子们把她接到深圳，与次子一家生活。
严仁美的子孙均接受了良好的教育。长子毕业于夏威夷大学，当会计师；长女在北京、次子在深圳，均为医学家、教授、博士生导师；幼子获硕士学位，在美国从事音乐工作；幼女早年支援边疆，多年后返回上海，在上海医科大学进行财务管理工作，英年早逝。严仁美的孙辈共15人。
晚年，严仁美耳不聋，眼不花，头发浓密乌黑。每天，严仁美读书报三至四小时，在日历上写日记，在旧报纸上练习写毛笔字。她还经常给吴靖写信。

## 家族
- 曾祖父：严信厚，宁波商帮、江浙财团、南帮票号代表人物[1]。
- 外曾祖父：刘镛，浙江湖州南浔镇“四象”之首[1]。
- 祖父：严子均，严信厚唯一儿子，金融界巨头[1]。
- 外祖父：刘梯青，刘镛三子，上海房地产富商[1]。
- 父：严智多，严家长房长孙[1]。
- 母：刘承毅[1]